# Хусейн Камалуддин-паша
Хусейн Камалуддин-паша (20 декабря 1874 Каир, Египетский эялет — 6 августа 1932 Тулуза, Франция) — египетский принц из династии Мухаммада Али, сын короля Египта и Судана Хусейна Кемаля, предполагаемый наследник отца на престоле, путешественник, коллекционер и исследователь восточных древностей и произведений искусства.
Генерал египетской армии и Главнокомандующий египетской армией (1914).